# Raúl Lozano
Pour les articles homonymes, voir Lozano.
Raúl Lozano est un entraîneur argentin de volley-ball né le 3 mai 1956 à La Plata
Il est actuellement entraîneur de l'Équipe de Chine de volley-ball.

## Clubs
| Club               | Pays      | De        | À         |
| Gimnasia & Esgrima | Argentine | 1981-1982 | 1981-1982 |
| Obras Sanitarias   | Argentine | 1982-1983 | 1983-1984 |
| Ferro Carril Oeste | Argentine | 1984-1985 | 1986-1987 |
| Pordenone*         | Italie    | 1988-1989 | 1988-1989 |
| Salerne*           | Italie    | 1989-1990 | 1989-1990 |
| Inactif            | ———       | 1990-1991 | 1990-1991 |
| Spolète            | Italie    | 1991-1992 | 1991-1992 |
| Milan              | Italie    | 1992-1993 | 1993-1994 |
| Macerata           | Italie    | 1997-1998 | 1997-1998 |
| Palerme            | Italie    | 1998-1999 | 1999-2000 |
| Sisley Trévise     | Italie    | 2000-2001 | 2000-2001 |
| Inactif            | ———       | 2001-2002 | 2001-2002 |
| Iraklis Salonique  | Grèce     | 2002-2003 | 2002-2003 |
| Macerata           | Italie    | 2003-2004 | 2004-2005 |

- Entraîneur-adjoint

## Sélections nationales
| Pays          | De        | À         |
| Espagne (M)   | 1994-1995 | 1996-1997 |
| Pologne (M)   | 2005-2006 | 2007-2008 |
| Allemagne (M) | 2009-2010 | 2010-2011 |
| Iran (M)      | 2015-2016 | 2016-2017 |
| Chine (M)     | 2017      | 2019      |

## Palmarès
- Championnat d'Italie : 2001
- Championnat d'Argentine : 1987
- Supercoppa Italia : 2000
- Coupe des Coupes : 1993
- Coupe de la CEV : 1998, 1999
- Ligue des Champions d'Amérique du Sud : 1987